# Henri Van Lerberghe

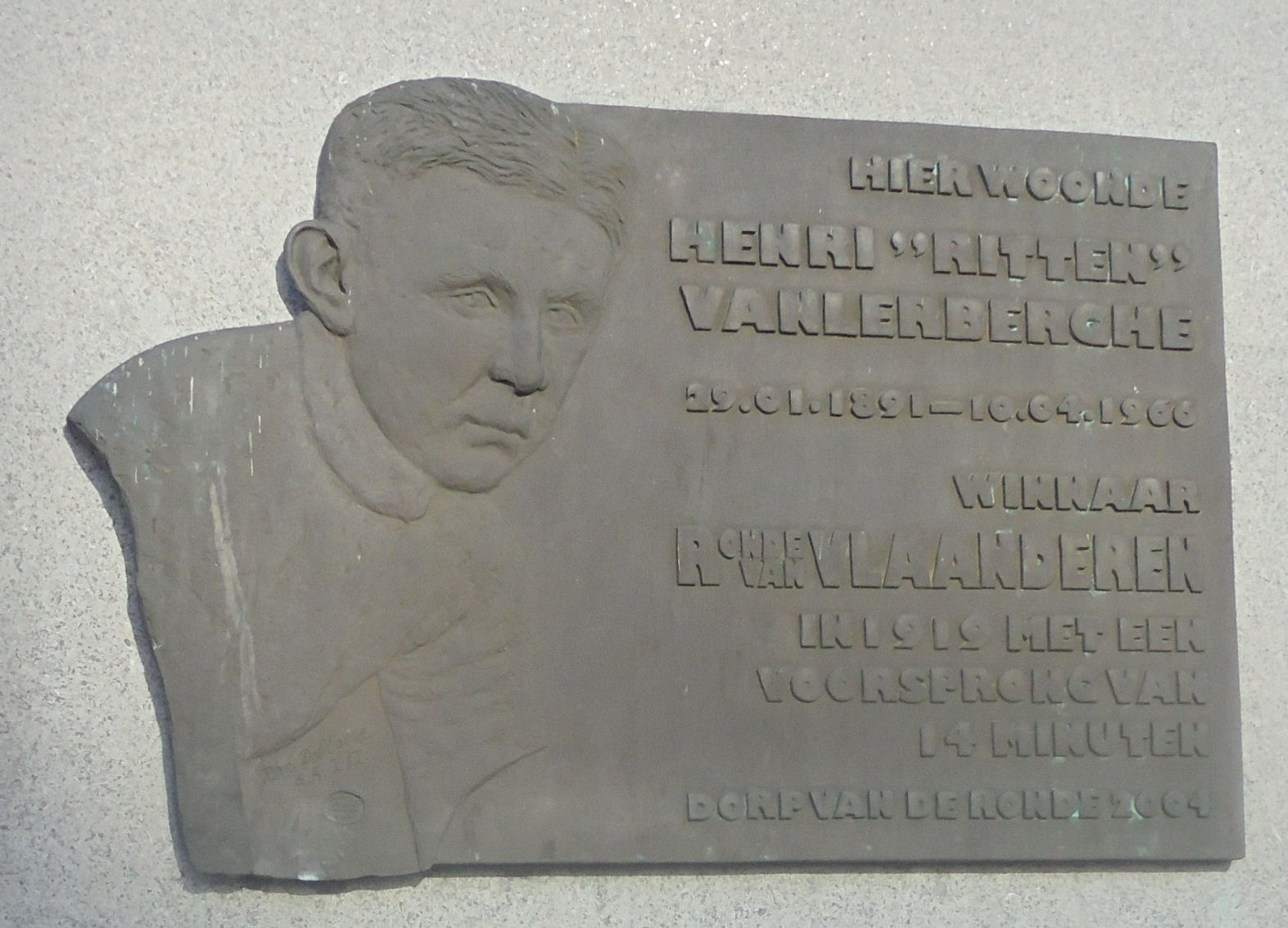
Placa conmemorativa de Henri Vanlerberghe, en Lichtervelde

Henri Van Lerberghe (Lichtervelde, 20 de enero de 1891-Roeselare, 10 de abril de 1966) fue un ciclista belga que corrió entre 1910 y 1923, consiguiendo sus mayores éxitos al ganar una etapa del Tour de Francia y un Tour de Flandes.

## Palmarés
1913
- 1 etapa del Tour de Francia

1919
- Tour de Flandes

## Resultados en Grandes Vueltas y Campeonatos del Mundo
Durante su carrera deportiva ha conseguido los siguientes puestos en las Grandes Vueltas y en los Campeonatos del Mundo en carretera:
| Carrera         | 1910 | 1911 | 1912 | 1913 | 1914 | 1915 | 1916 | 1917 | 1918 | 1919 | 1920 | 1921 | 1922 | 1923 |
| --------------- | ---- | ---- | ---- | ---- | ---- | ---- | ---- | ---- | ---- | ---- | ---- | ---- | ---- | ---- |
| Giro de Italia  | -    | -    | -    | -    | -    | -    | -    | -    | -    | -    | -    | -    | -    | -    |
| Tour de Francia | -    | -    | -    | Ab.  | Ab.  | -    | -    | -    | -    | -    | -    | -    | -    | -    |
| Vuelta a España | -    | -    | -    | -    | -    | -    | -    | -    | -    | -    | -    | -    | -    | -    |
| Mundial en Ruta | -    | -    | -    | -    | -    | -    | -    | -    | -    | -    | -    | -    | -    | -    |

-: no participa

Ab.: abandono